# HD113328
HD113328 — хімічно пекулярна зоря спектрального класу A2, що має видиму зоряну величину в смузі V приблизно  9,2.
Вона  розташована на відстані близько 1639,0 світлових років від Сонця.